# Лауб (Ляуб) Антон
Антон Лауб (Ляуб) (нім. Anton Laub (Laube); нар. 1792, Винники  — пом. 7 лютого 1843, Львів ) — живописець, графік, літограф, колекціонер..

## Життєпис

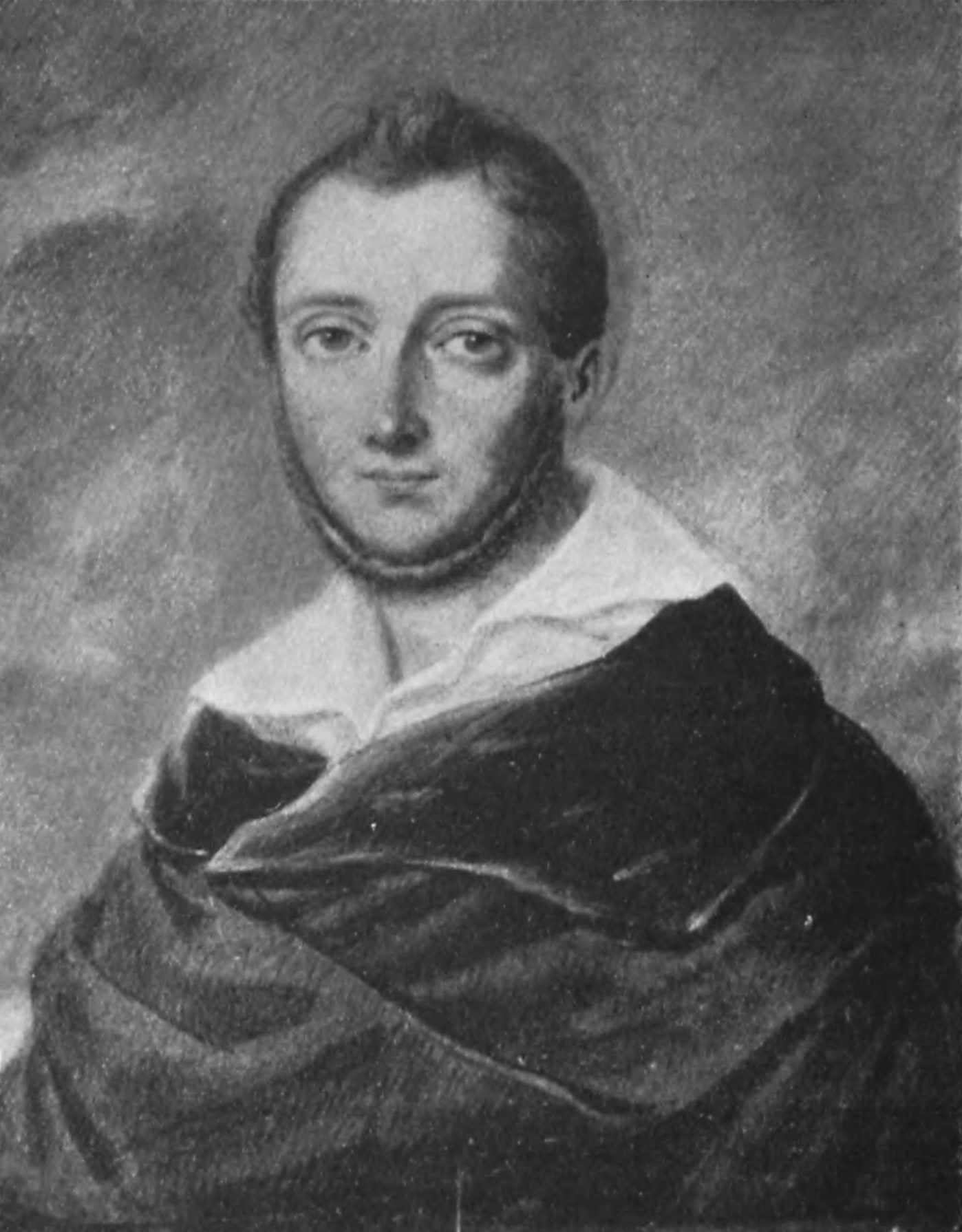
Портрет графа Голуховського

1837 р. у Львівській ратуші відбулася виставка картин із колекції Антона Лауба — 105 робіт (деякі з яких його авторства). Були виставки і після смерті: у Львові (1847 р., 1894 р., 1924 р., 1937 р.), Варшаві (1898 р., 1912 р.), Відні (1905 р.), Кракові (1910 р., 1939 р.)..
Похований на Личаківському кладовищі у Львові.
Картини Антона Лауба знаходяться в Історичному музеї міста Львова, у Львівській картинній галереї, а також у Польщі (Варшава, Краків, Вроцлав, Тарнів, Ряшів, Торунь)..